# Дмитровская волость (Александрийский уезд)
Дмитровская волость — административно-территориальная единица Александрийского уезда Херсонской губернии с центром в селе Дмитровка.
По состоянию на 1886 год состояла из 3 поселений, 3 сельских общин. Население 8670 человек (4347 мужского пола и 4323 женского), 1735 дворовых хозяйств.
|                        | Площадь (в т. ч. пахотной) |
| ---------------------- | -------------------------- |
| Сельских общин         | 18789 (9233)               |
| Частной собственности  | —                          |
| Казённой собственности | 2004 (836)                 |
| Другой собственности   | 320 (180)                  |
| Всего                  | 21113 (10292)              |

Наиболее крупные поселения:
- Дмитровка — местечко при реках Ингулец и Серебрянка в 35 верстах от уездного города, 3962 человека, 865 дворов, православная церковь, еврейская синагога, школа, 18 лавок, 2 торжка, 3 винных амбара, рейнский погреб, 4 ярмарки в год: 7 января, 21 мая, 15 августа и 23 сентября.
- Знаменка — село, 2274 человека, 410 дворов, православная церковь, 3 лавки, винный склад.
- Субботец (Малая Аджамка) — село при реке Аджамка, 2791 человек, 460 дворов, православная церковь, школа, 2 лавки, 4 ярмарки в год: 2 февраля, 9 мая, 20 июля и 1 октября.